# Heliodoro (filósofo)
Heliodoro (en griego: Ἡλιόδωρος) es citado como el autor de un trabajo titulado Comentario (datado en 564), preservado hasta nuestros días, en la Introducción o Rudimentos de Paulus Alexandrinus, astrólogo alejandrino del siglo IV. El nombre "Heliodorus" aparece solo en el más tardío de los dos grupos de manuscritos, por lo que es un poco dudoso. Leendert Westerink ha argumentado que el comentario consta de notas de conferencias, probablemente dadas por el filósofo del siglo VI y astrólogo, Olimpiodoro el Joven, en 564. El texto griego de su comentario sobre la Ética nicomáquea de Aristóteles ha sido publicado en el vol. 19.2 del Commentaria Aristotelem Graeca (CAG).